# Academia de Artes
Die Academia de Artes (AA; deutsch: Akademie der Künste) ist eine mexikanische kunstwissenschaftliche Institution mit Sitz im Museo Nacional de San Carlos, Mexiko-Stadt.

## Geschichte
Die Akademie wurde aufgrund einer Präsidentenverfügung vom 12. Dezember 1966 gegründet, die Arbeit wurde 1967/1968 aufgenommen. Ziel ist die Würdigung von Verdiensten um die mexikanische Kultur, die Förderung individueller Arbeiten sowie wissenschaftliche Beratung im Dienste des Landes. Der Akademie gehören zahlreiche namhafte Vertreter der verschiedenen Kunstrichtungen, Kunsthistoriker und Kunstkritiker des Landes an.

## Fachbereiche
- Architektur
- Bildhauerei
- Grafik
- Kunstgeschichte und -kritik
- Musik
- Malerei
- Bühnenkünste